# 高遠頼継
高遠 頼継（たかとお よりつぐ、生年未詳 - 天文21年8月16日（1552年9月4日）?）は、戦国時代の武将。信濃国の国衆で、伊那郡高遠城（長野県伊那市高遠町）城主。甲斐武田氏の家臣で信濃先方衆。諏訪郡の領主諏訪氏庶流の高遠氏の当主で、諏訪姓も称している。受領名は信濃守、紀伊守。父は満継（信濃守）で嫡男。正室は諏訪頼満の娘。

## 略歴
諏訪氏の文明の内訌の際に惣領家と対立した高遠継宗の子とも孫（父は高遠満継）ともいわれる。諏訪頼満が諏訪氏を統一すると抵抗するもその傘下となった。のちに頼満の娘を妻に迎えている。
戦国期に甲斐国守護武田氏と信濃諏訪郡の諏訪氏は同盟関係を結んでいたが、天文10年（1542年）6月に武田氏では武田晴信（信玄）が当主になると、晴信は信濃侵攻を本格化させ、諏訪氏との同盟を破棄して諏訪郡へ侵攻する。翌天文11年7月2日、頼継は武田氏の諏訪侵攻に与し、諏訪頼重の本拠上原城（長野県諏訪市）へ侵攻する。頼重は武田方に降伏すると同年7月に甲府へ護送され自刃する（『高白斎記』『守矢頼真書留』）。諏訪領は宮川を境に武田氏と分割され頼継は西半分を支配していたが、諏訪氏惣領を志向する頼継は伊那郡福与城の藤沢頼親らと武田領へ侵攻する。しかし同年9月25日には宮川の戦いにおいて武田方に敗退し、諏訪から退去した（『高白斎記』）。
武田方はさらに伊那の藤沢頼親や小県郡長窪城の大井貞隆らを攻め、天文14年（1545年）4月17日には高遠城も落城し（高遠合戦）、頼継も武田方に降伏し、甲府へ出仕する（『高白斎記』）。高遠城はその後武田氏により改修され、信濃支配における拠点となる。天文17年（1548年）2月14日、武田方は小県郡の村上義清との上田原の戦いにおいて敗退すると同年7月に諏訪西方衆が謀反を起こすなど武田の支配領域では動揺が起こるが（『高白斎記』『勝山記』）、頼継は同年4月3日に甲府から高遠城へ帰城している（『高白斎記』）。
その後、再び武田氏に出仕しているが、天文21年（1552年）の下伊那攻めの際に自害させられた。法名は大用普徹大禅定院。それに代わって高遠氏重臣の保科正俊が武田氏に重用されるようになった。高遠氏は従来、頼継の死去をもって滅亡したと考えられていたが、近年は高野山成慶院に伝来する『甲斐国過去帳』の記載から、永禄5年（1562年）に諏訪惣領家を継いだと見られていた信玄四男の勝頼が高遠諏訪家を継いでいたことが指摘されている。